# Hadena fusifasciata
Hadena fusifasciata är en fjärilsart som beskrevs av Walker 1865. Hadena fusifasciata ingår i släktet Hadena och familjen nattflyn. Inga underarter finns listade i Catalogue of Life.